# Hong Wei
Hong Wei (chinesisch 洪炜, * 4. Oktober 1989 in Xiamen) ist ein chinesischer Badmintonspieler.

## Karriere
Hong Wei verzeichnet als größte Erfolge bisher Platz drei im Mixed bei der Badminton-Asienmeisterschaft 2011 und Platz fünf im Herrendoppel bei der Badminton-Weltmeisterschaft 2011. Fünfter wurde er auch bei der Singapur Super Series 2011. Zu Rang neun reichte es bei der Malaysia Super Series 2011, der Korea Open Super Series 2011 und der China Open Super Series 2010.